# 名古屋市立南陵小学校
名古屋市立南陵小学校（なごやしりつ なんりょうしょうがっこう）は、愛知県名古屋市緑区桶狭間森前にある公立小学校。

## 概要
- 大根山二丁目の一部、桶狭間上の山の一部、桶狭間清水山の一部、桶狭間南の一部、桶狭間森前の一部、清水山一丁目の一部、清水山二丁目の一部などが通学区域であり、公立中学校の進学先は名古屋市立有松中学校である[1]。

## 沿革
- 1981年（昭和56年）4月1日 - 名古屋市立桶狭間小学校から分離し、開校する。

## 交通アクセス
- 名古屋市営バス【高速1号系統】、【鳴子13号系統】、【有松12号系統】、【緑巡回系統】「郷前」バス停より徒歩約7分。

## 周辺施設
- 名古屋市立桶狭間小学校
- 桶狭間公園
- 国道23号（名四国道）有松IC